# Japan Open Tennis Championships 1999 - Qualificazioni singolare maschile
Le qualificazioni del singolare maschile del Japan Open Tennis Championships 1999 sono state un torneo di tennis preliminare per accedere alla fase finale della manifestazione. I vincitori dell'ultimo turno sono entrati di diritto nel tabellone principale. In caso di ritiro di uno o più giocatori aventi diritto a questi sono subentrati i lucky loser, ossia i giocatori che hanno perso nell'ultimo turno ma che avevano una classifica più alta rispetto agli altri partecipanti che avevano comunque perso nel turno finale.
Le qualificazioni del torneo Japan Open Tennis Championships 1999 prevedevano 19 partecipanti di cui 7 sono entrati nel tabellone principale.

## Teste di serie
1. Rogier Wassen (ultimo turno)
2. Brian MacPhie (Qualificato)
3. Wayne Arthurs (Qualificato)
4. Petr Luxa (ultimo turno)
5. Michael Hill (Qualificato)
6. Michael Sell (Qualificato)
7. Mark Knowles (Qualificato)

1. David DiLucia (ultimo turno)
2. Yaoki Ishii (ultimo turno)
3. Paradorn Srichaphan (Qualificato)
4. Scott Humphries (ultimo turno)
5. Kotaro Miyachi (ultimo turno)
6. Takahiro Terachi (primo turno)
7. Jeff Salzenstein (primo turno)

## Qualificati
1. Radek Štěpánek
2. Brian MacPhie
3. Wayne Arthurs
4. Paradorn Srichaphan

1. Michael Hill
2. Michael Sell
3. Mark Knowles

## Tabellone

### Legenda
| - Q = Qualificato - WC = Wild card - LL = Lucky loser | - ALT = Alternate - SE = Special Exempt - PR = Protected Ranking | - w/o = Walkover - r = Ritirato - d = Squalificato |

### Sezione 1
|  | Primo turno | Primo turno      | Primo turno | Primo turno | Primo turno |  |  | Ultimo turno | Ultimo turno   | Ultimo turno   | Ultimo turno | Ultimo turno |  |
|  |             |                  |             |             |             |  |  |              |                |                |              |              |  |
|  |             |                  |             |             |             |  |  |              |                |                |              |              |  |
|  |             |                  |             |             |             |  |  | 1            | Rogier Wassen  | Rogier Wassen  | 4            | 6            |  |
|  |             | Radek Štěpánek   | 6           | 1           | 6           |  |  |              | Radek Štěpánek | Radek Štěpánek | 6            | 7            |  |
|  | 13          | Takahiro Terachi | 4           | 6           | 3           |  |  |              |                |                |              |              |  |

### Sezione 2
|  | Primo turno | Primo turno      | Primo turno      | Primo turno | Primo turno |  |  | Ultimo turno | Ultimo turno     | Ultimo turno | Ultimo turno | Ultimo turno |  |
|  |             |                  |                  |             |             |  |  |              |                  |              |              |              |  |
|  |             |                  |                  |             |             |  |  |              |                  |              |              |              |  |
|  |             |                  |                  |             |             |  |  | 2            | Brian MacPhie    | 2            | 7            | 6            |  |
|  |             | Jeff Salzenstein | Jeff Salzenstein | 6           | 6           |  |  |              | Jeff Salzenstein | 6            | 6            | 4            |  |
|  | 14          | Filippo Veglio   | Filippo Veglio   | 3           | 3           |  |  |              |                  |              |              |              |  |

### Sezione 3
|  | Primo turno | Primo turno    | Primo turno    | Primo turno | Primo turno |  |  | Ultimo turno | Ultimo turno   | Ultimo turno | Ultimo turno | Ultimo turno |  |
|  |             |                |                |             |             |  |  |              |                |              |              |              |  |
|  |             |                |                |             |             |  |  |              |                |              |              |              |  |
|  |             |                |                |             |             |  |  | 3            | Wayne Arthurs  | 6            | 6            | 6            |  |
|  | 12          | Kotaro Miyachi | Kotaro Miyachi | 6           | 6           |  |  | 12           | Kotaro Miyachi | 7            | 4            | 2            |  |
|  |             | Hiroki Kondo   | Hiroki Kondo   | 2           | 1           |  |  |              |                |              |              |              |  |

### Sezione 4
|  | Primo turno | Primo turno         | Primo turno | Primo turno | Primo turno |  |  | Ultimo turno | Ultimo turno        | Ultimo turno        | Ultimo turno | Ultimo turno |  |
|  |             |                     |             |             |             |  |  |              |                     |                     |              |              |  |
|  |             |                     |             |             |             |  |  |              |                     |                     |              |              |  |
|  |             |                     |             |             |             |  |  | 4            | Petr Luxa           | Petr Luxa           | 3            | 4            |  |
|  | 10          | Paradorn Srichaphan | 6           | 3           | 7           |  |  | 10           | Paradorn Srichaphan | Paradorn Srichaphan | 6            | 6            |  |
|  |             | Sander Groen        | 1           | 6           | 6           |  |  |              |                     |                     |              |              |  |

### Sezione 5
|  | Primo turno | Primo turno     | Primo turno     | Primo turno | Primo turno |  |  | Ultimo turno | Ultimo turno    | Ultimo turno    | Ultimo turno | Ultimo turno |  |
|  |             |                 |                 |             |             |  |  |              |                 |                 |              |              |  |
|  |             |                 |                 |             |             |  |  |              |                 |                 |              |              |  |
|  |             |                 |                 |             |             |  |  | 5            | Michael Hill    | Michael Hill    | 6            | 7            |  |
|  | 11          | Scott Humphries | Scott Humphries | 6           | 6           |  |  | 11           | Scott Humphries | Scott Humphries | 4            | 6            |  |
|  |             | Mitsuru Takada  | Mitsuru Takada  | 4           | 1           |  |  |              |                 |                 |              |              |  |

### Sezione 6
|  | Primo turno | Primo turno | Primo turno | Primo turno | Primo turno |  |  | Ultimo turno | Ultimo turno | Ultimo turno | Ultimo turno | Ultimo turno |  |
|  |             |             |             |             |             |  |  |              |              |              |              |              |  |
|  |             |             |             |             |             |  |  |              |              |              |              |              |  |
|  |             |             |             |             |             |  |  | 6            | Michael Sell | 6            | 2            | 6            |  |
|  |             |             |             |             |             |  |  | 9            | Yaoki Ishii  | 0            | 6            | 2            |  |
|  |             |             |             |             |             |  |  |              |              |              |              |              |  |

### Sezione 7
|  | Primo turno | Primo turno | Primo turno | Primo turno | Primo turno |  |  | Ultimo turno | Ultimo turno  | Ultimo turno  | Ultimo turno | Ultimo turno |  |
|  |             |             |             |             |             |  |  |              |               |               |              |              |  |
|  |             |             |             |             |             |  |  |              |               |               |              |              |  |
|  |             |             |             |             |             |  |  | 7            | Mark Knowles  | Mark Knowles  | 6            | 6            |  |
|  |             |             |             |             |             |  |  | 8            | David DiLucia | David DiLucia | 3            | 3            |  |
|  |             |             |             |             |             |  |  |              |               |               |              |              |  |